# Qods Mohajer-6
Mohajer-6 (перс. مهاجر ۶‎) — БПЛА иранского производства, способный нести полезную нагрузку для многоспектрального наблюдения и/или до четырёх боеприпасов с высокоточным наведением. Десять были изготовлены по состоянию на февраль 2018 года для сухопутных войск КСИР, а 40 планируется для военно-морского флота КСИР.

## Описание
Mohajer-6 имеет прямоугольный фюзеляж, наклоненный вверх нос, сдвоенные хвостовые балки, установленный сверху горизонтальный стабилизатор, нескошенные законцовки крыльев, прямые крылья, установленные высоко и в задней части корпуса, и воздухозаборники сверху и снизу двигателя.
Имеет фиксированное трёхколёсное шасси, которое претерпело изменения между церемонией открытия в 2017 году и массовым производством в 2018 году, возможно, для увеличения веса. Стартует и садится при помощи взлётно-посадочной полосы.
Оснащён системой автопилота, способной осуществлять автоматический взлёт и посадку. Кроме того, Иран описывает его как способный быть оснащённым средствами электронной поддержки, помехами связи или полезными грузами радиоэлектронной борьбы.

## Характеристика
Mohajer-6 построен по двухбалочной схеме с толкающим винтом. Взлётная масса составляет 670 кг, а полезная нагрузка — 100 кг. На четырёх узлах подвески могут крепиться противотанковые ракеты третьего поколения Almas, применяющиеся по принципу «выстрелил — забыл». Их считают аналогами израильских Spike.

## Боевое применение
Сообщается, что Mohajer-6 использовался против салафитско-джихадистской террористической группировки «Джейш уль-Адль», действующая в южных регионах Ирана. Некоторые Mohajer-6, по-видимому, базируются на острове Кешм.
В июле 2019 года Иран применил Mohajer-6 против боевиков PJAK.
Mohajer-6 используется российскими войсками для наведения беспилотников-камикадзе Shahed 136, во время российского вторжения на Украину. В сентябре 2022 года бойцам ВСУ удалось захватить Mohajer-6 практически неповреждённым, под крылом была бомба Qaem 5. В мае 2024 года Mohajer-6 который должен был атаковать Сумскую область Украины, не долетел до цели и упал в Курской области России.

## Использование двигателей Rotax
Издание BILD сообщило, что дроны оснащены двигателем Rotax 912 iS, производимым компанией Rotax в Австрии. Министр труда и экономики Австрии Мартин Кохер заявил по этому поводу, что в соответствии с законодательством ЕС эти двигатели не являются ни военными товарами, ни товарами двойного назначения.

## Операторы
- Иран
  - Армия Ирана[12]
  - Сухопутные войска КСИР[перс.][13]
  - Военно-морские силы КСИР [14]
  - Сухопутные войска Ирана[15]
- Ирак
  - Силы народной мобилизации[16][17]
- Россия
  - Использовался Россией во время вторжения на Украину в 2022 году[18][19][20][21].
- Венесуэла
  - В ноябре 2020 года сообщалось, что в Каракасе был замечен венесуэльский Mohajer-6[22]. Президент Николас Мадуро заявил, что в один прекрасный день страна сможет экспортировать беспилотники венесуэльского производства[23].